# Скільпадшек
Скілпадшек (африкаанс — «черепахові ворота») — прикордонний контрольно-пропускний пункт на кордоні Південної Африки з Ботсваною, розташований за 52 км на північний захід від  Зерюст у північно-західній провінції. Відповідний контрольно-пропускний пункт на ботсванській стороні кордону називається Пайонер Гейт. Транс-Калахарський коридор проходить через Скілпадшек, де становить західний кінець дороги N4 (Платинове шосе), яка продовжується в Ботсвані як A2.